# Château du Bois-Courtin
Le château du Bois-Courtin est un château français situé dans la commune de Villejust, dans l'ancienne province de Hurepoix, aujourd'hui le département de l'Essonne et la région Île-de-France à vingt-et-un kilomètres au sud-ouest de Paris.
1975 foyer de femmes enceinte..

## Situation
| \| Localisation du château du Bois-Courtin dans l'Essonne. · Château du Bois-Courtin \| Localisation du château du Bois-Courtin dans l'Essonne. |
| Localisation du château du Bois-Courtin dans l'Essonne. · Château du Bois-Courtin                                                               |

Le château de Bois-Courtin est situé au nord-ouest du département de l'Essonne, à l'extrémité nord du plateau de Courtabœuf, dominant la vallée de l'Yvette, aussi appelée vallée de Chevreuse. Il est implanté au centre du Bois Courtin, massif forestier planté entre la forêt départementale du Bois des Gelles à Villebon-sur-Yvette et la forêt départementale du Rocher de Saulx à Saulx-les-Chartreux.

## Histoire
Le domaine de Bois-Courtin fut vendu en 1820 à Jean Alexandre Pauquet de Villejust, qui acheta cent quatorze hectares de bois percé de quatre route de chasse. À sa mort en 1839, une coupe de bois est effectuée. En 1841 commença l'extraction à ciel ouvert de meulière. C'est à cette époque que fut construit le pavillon au centre du domaine en meulière avec cinq ouvertures par portes doubles sur la façade principale, surélevé d'un toit mansardé couvert d'ardoise et d'une terrasse en zinc. S'ajoutait une ferme, un logement de concierge et remise, puis dans le parc une étable et une basse-cour.
En 1932, la famille Ocampo, propriétaire du domaine ajouta une tour ronde en façade.

## Architecture
Le bâtiment en meulière est constitué d'un corps principal en rez-de-chaussée surélevé par d'un premier étage et d'un second mansardé. Trois ouverture sont pratiquées sur chaque façade et pour chaque niveau. Sur la façade sud, deux avancées sont construites à chaque extrémité, elles accueillent chacune deux ouvertures. Une tour ronde est enfin ajoutée avec deux ouvertures, surélevées d'un clocheton. L'ensemble est couvert d'ardoise, une toiture terrasse en zinc est implantée au sommet.

## Pour approfondir

### Sources
1. ↑  Histoire du Bois-Courtin sur le site d'histoire locale. Consulté le 11/01/2009.
2. ↑  Fiche du château du Bois-Courtin sur le site topic-topos.com Consulté le 11/01/2099.